# Santa Tereza

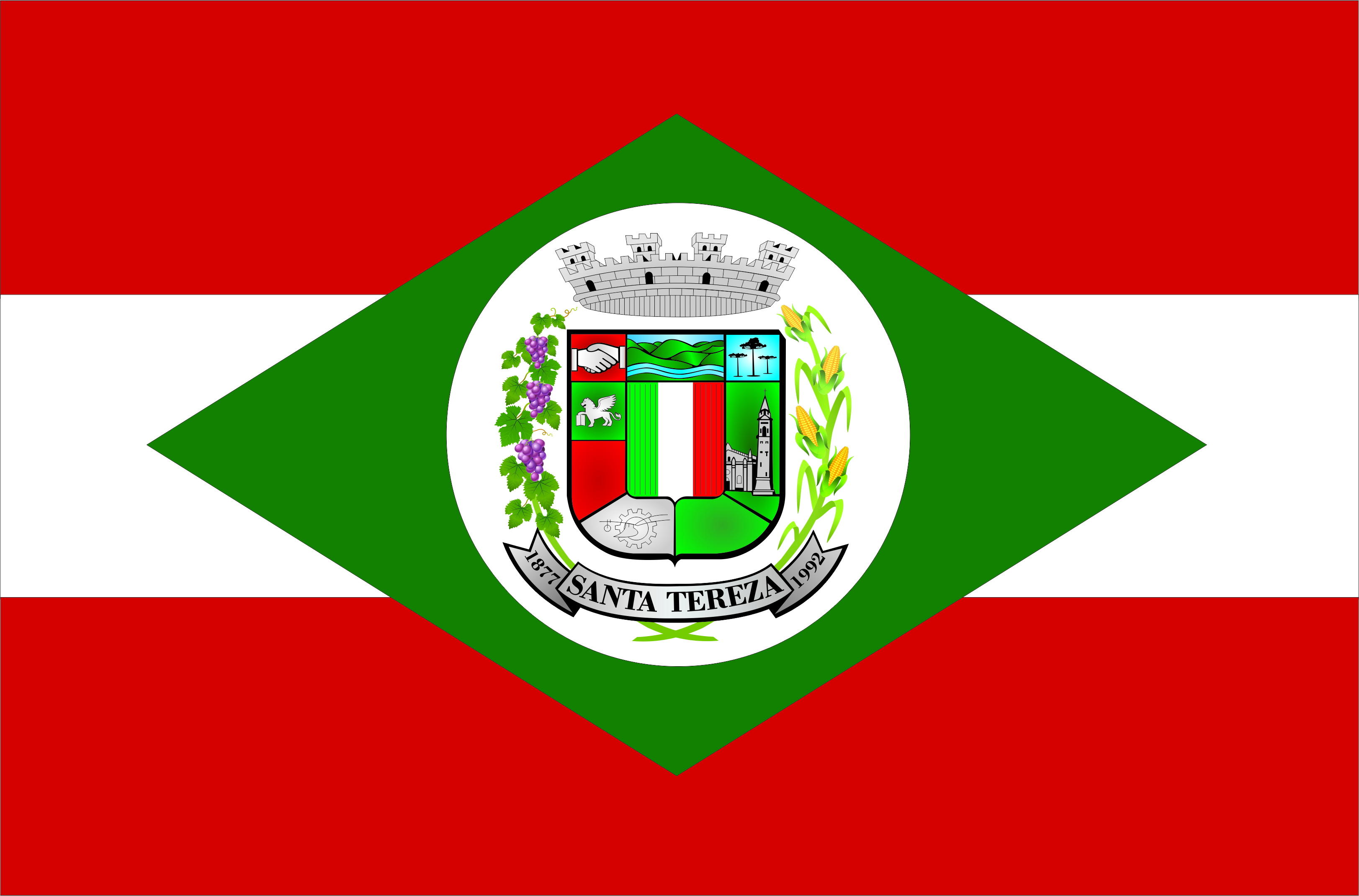
Bandera de Santa Tereza, aunque a día de hoy, la Prefeitura Municipal utiliza como imagen únicamente el escudo.

Santa Tereza es un municipio brasileño del estado de Rio Grande do Sul.
Se encuentra ubicado a una latitud de 29º10'08" Sur y una longitud de 51º44'07" Oeste, estando a una altitud de 87 metros sobre el nivel del mar. Su población estimada para el año 2004 era de 1.604 habitantes.
Ocupa una superficie de 77,742 km².
- Datos: Q1757691
- Multimedia: Santa Tereza / Q1757691